# Xystrocera semperi
Xystrocera semperi là một loài bọ cánh cứng trong họ Cerambycidae.